# Tommy Moore (nhạc công)
Thomas Henry Moore (sinh ngày 12 tháng 9 năm 1931 – 29 tháng 9 năm 1981) thường được biết đến với nghệ danh Tommy Moore, là một tay trống người Anh đã từng hoạt động với The Beatles từ tháng 5 đến tháng 6 năm 1960.
Sinh ra tại Liverpool, Moore làm tài xế xe nâng và nhạc sĩ bán thời gian. Lần đầu tiên ông chơi trống với The Silver Beetles vào tháng 5 năm 1960, theo gợi ý của Allan Williams, và vào cuối tháng đó ông đi du lịch đến Scotland cùng với John Lennon, Paul McCartney, George Harrison và Stuart Sutcliffe, khi họ hoạt động như một ban nhạc hỗ trợ cho ca sĩ Johnny Gentle. Trong chuyến lưu diễn, ông đã bị thương và mất răng cửa khi chiếc xe van của ban nhạc do Gentle lái gặp một tai nạn nhỏ. Tuy nhiên, Lennon và người tổ chức chuyến lưu diễn người Scotland đã đưa ông ra khỏi bệnh viện và nhất quyết yêu cầu ông phải biểu diễn cùng với các thành viên còn lại trong nhóm. Sau khi họ trở lại Liverpool, Moore đã quyết định rằng ông đã 'quá chịu đựng đủ từ Lennon'; Khi ông không xuất hiện trong một buổi biểu diễn vào một buổi đêm, những người còn lại trong ban nhạc đi vòng quanh căn hộ của ông và được vợ của ông, Veronica (Vera) Hughes, cho biết rằng ông ấy đã quay trở lại công việc ổn định của mình tại xưởng đóng chai. Khi họ đang cố gắng thuyết phục bà bằng cách khác, bà đã hét lên khẳng định rằng 'Tất cả các bạn có thể đi tiểu rồi đấy!' Ông đã thực hiện một buổi biểu diễn nữa cùng với nhóm, trước khi họ rời Đức với Pete Best là tay trống mới của họ vào tháng 8 năm 1960.
Moore tiếp tục làm việc ở Liverpool và qua đời vì xuất huyết não vào năm 1981 ở tuổi 50. Hồ sơ về cái chết của Thomas Henry Moore vào tháng 9 năm 1981 tại Liverpool ghi rằng ông sinh năm 1931 thay vì năm 1924 như đôi khi đã được nêu; điều này đã khẳng định rằng, ông đã hoạt động với The Beatles khi ông 28 tuổi thay vì 36 tuổi.